# Kanton Annecy-Centre
Kanton Annecy-Centre is een voormalig kanton van het Franse departement Haute-Savoie. Het kanton maakte deel uit van het arrondissement Annecy. Het werd opgeheven bij decreet van 13 februari 2014, met uitwerking op 22 maart 2015.

## Gemeenten
Het kanton Annecy-Centre omvatte enkel een deel van de gemeente Annecy.